# Sant Nicolau de Bellpuig
Sant Nicolau de Bellpuig és una església amb elements gòtics i renaixentistes de Bellpuig (Urgell) protegida com a bé cultural d'interès local.

## Descripció
L'església parroquial de Sant Nicolau és de nau única amb capelles laterals a banda i banda. La coberta és disposada amb volts de creueria composta. Altar pla amb presbiteri lleugerament més elevat i al seu lateral esquerre s'hi localitza la sagristia fruit d'una ampliació del segle xviii. També d'aquesta cronologia és la veïna capella dels Dolors. Al seu interior hi ha la taula de Sant Jeroni, dels segles XV-XVI i realitzada amb pintura al tremp. També hi ha la Taula de Sant Agustí, gòticorenaixentista. Els arcs torals i formers són de mig punt i els contraforts resten dissimulats per les capelles laterals esdevenint divisions internes en comptes d'ésser estructures exterioritzades. A l'interior de l'església es pot contemplar el sepulcre funerari de Ramon Folch de Cardona, una peça feta en marbre a Itàlia d'estil renaixentista.

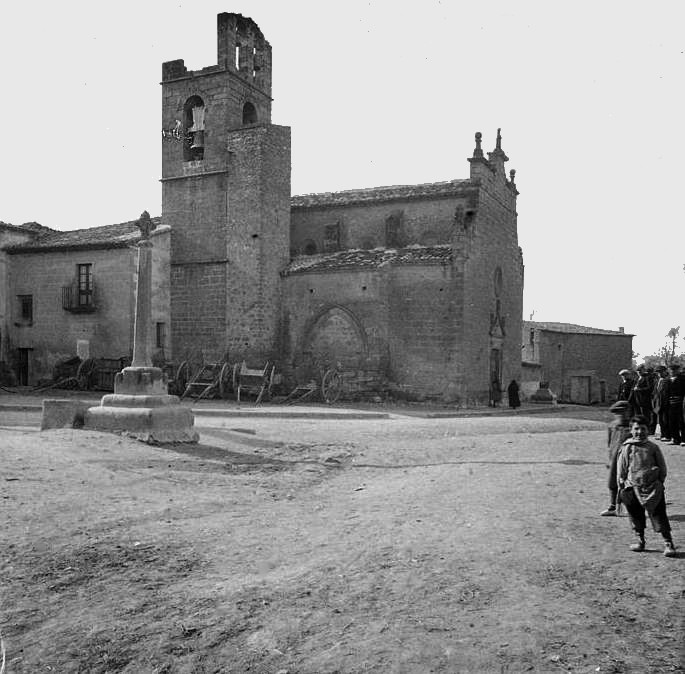
L'Església amb el campanar vell (1917)

La portalada d'ingrés a l'església té tots els seus elements disposats seguint els esquemes clàssics dels arcs de triomf on hi destaquen dues grans columnes que sostenen un entaulament al mig del qual s'hi situa un frontó amb una fornícula en el seu interior. A l'interior d'aquesta fornícula s'hi pot observar la presència d'una figura de pedra de la Mare de Déu amb el nen Jesús. Més amunt hi ha un petit rosetó. A la part posterior de l'església s'alça un alt campanar de sis cares amb una finestra d'arc apuntat a cada cara per les campanes.
L'accés a l'església es fa a través d'una escalinata barroca del 1792. Pica baptismal de pedra que consta de la pica, el peu, un peduncle i el sòcol. La pica és gallonada i està rematada per un fris decorat amb relleus de caps de querubins. La pica s'assenta sobre una columna de perfil balustrat que està sobre un voluminós sòcol. Aquestes dues parts no són de la mateixa època sinó que es van unir posteriorment.
A la rectoria, en un armari, es conserva la Taula de la Verge de la Palma, del segle xvi, realitzada en pintura al tremp sobre taula.